# Fuhlsbüttel (fængsel)
Fuhlsbüttel ved Hamburg er oprindeligt en straffeanstalt, som fra oktober 1944 fik status af filial af Neuengamme.
6. marts 1933 overtog nazisterne det tyske politi i Hamburg, og tyske politifolk der ikke var nazistemt blev sendt til fangelejren Fuhlsbüttel.
Der har blandt andre siddet norske fanger i Fuhlsbüttel.
53°37′21″N 10°1′8″Ø / 53.62250°N 10.01889°Ø